# Pavillon d'Antoine de Navarre
Le Pavillon d'Antoine de Navarre, situé rue de Paris, abrite la mairie de Charenton-le-Pont en Val-de-Marne.

## Histoire
Le pavillon fut construit pour Nicolas de Verdun vers 1612. Il remplace alors une demeure appelée Maison du Cadran. Le parc du pavillon fut loti en 1828 pour devenir le quartier du Centre de Charenton. La commune de Charenton l'acquiert en 1838 pour y installer sa mairie. L'immeuble fut agrandi en 1880 par l'architecte Léandre Gravereaux.
Le pavillon d'Antoine de Navarre fait l’objet d’un classement au titre des monuments historiques depuis 1862.

## Architecture
Le pavillon est très caractéristique de l'architecture de l'époque de sa construction du style des immeubles de la Place des Vosges à Paris. Il possède 4 niveaux dont un sous les combles. Son toit est revêtu d'ardoises, ses murs de briques et ses angles de pierre.